# خوارزمية الكم
في الحوسبة الكمومية (بالإنجليزية: quantum computing)‏، تعد الخوارزمية الكمومية (بالإنجليزية: quantum algorithm)‏ خوارزمية تعمل على نموذج واقعي للحساب الكمي ، والنموذج الأكثر استخدامًا هو نموذج الدائرة الكمومية (Quantum circuit) للحساب. الخوارزمية الكلاسيكية (أو غير الكمومية) هي سلسلة محدودة من التعليمات ، أو إجراء تدريجي لحل مشكلة ، حيث يمكن تنفيذ كل خطوة أو تعليمات على جهاز كمبيوتر تقليدي. وبالمثل، فإن الخوارزمية الكمومية هي إجراء تدريجي ، حيث يمكن تنفيذ كل خطوة على جهاز كمبيوتر كمي . على الرغم من أنه يمكن أيضًا تنفيذ جميع الخوارزميات الكلاسيكية على جهاز كمبيوتر كمي ،  :126يستخدم مصطلح الخوارزمية الكمومية عادةً لتلك الخوارزميات التي تبدو كمومية بطبيعتها ، أو تستخدم بعض الميزات الأساسية للحساب الكمي مثل التراكب الكمي (Quantum superposition) أو التشابك الكمومي (Quantum entanglement).
تظل المشكلات غير القابلة للتقرير باستخدام أجهزة الكمبيوتر الكلاسيكية غير قابلة للتقرير باستخدام أجهزة الكمبيوتر الكمومية. :127ما يجعل الخوارزميات الكمومية مثيرة للاهتمام هو أنها قد تكون قادرة على حل بعض المشكلات بشكل أسرع من الخوارزميات التقليدية لأن التراكب الكمي والتشابك الكمومي الذي تستغلها الخوارزميات الكمومية ربما لا يمكن محاكاته بكفاءة على أجهزة الكمبيوتر الكلاسيكية (انظر التفوق الكمي Quantum supremacy).
أشهر الخوارزميات هي خوارزمية شور (Shor's algorithm) للتخصيم وخوارزمية جروفر للبحث في قاعدة بيانات غير منظمة أو قائمة غير مرتبة. تعمل خوارزميات شور (بشكل أسي تقريبًا) أسرع بكثير من الخوارزمية الكلاسيكية الأكثر شهرة للتخصيم ، وهي منخل حقل الرقم العام (General number field sieve). تعمل خوارزمية جروفر بشكل تربيعي أسرع من أفضل خوارزمية كلاسيكية ممكنة لنفس المهمة ،  بحث خطي .

## روابط خارجية
- The Quantum Algorithm Zoo:

قائمة شاملة بخوارزميات الكم التي توفر تسريعًا على أسرع الخوارزميات الكلاسيكية المعروفة.

### الدراسات الاستقصائية
- Smith، J.؛ Mosca، M. (2012). "Algorithms for Quantum Computers". كتيب الحوسبة الطبيعية. ص. 1451. DOI:10.1007/978-3-540-92910-9_43. ISBN:978-3-540-92909-3.
- Childs، A. M.؛ Van Dam، W. (2010). "خوارزميات الكم لمسائل الجبر". Reviews of Modern Physics. ج. 82: 1. Bibcode:2010RvMP...82....1C. DOI:10.1103/RevModPhys.82.1.